# Brachydesmus avalae
Brachydesmus avalae är en mångfotingart som beskrevs av Bozidar P.M. Curcic och Makarov 1997. Brachydesmus avalae ingår i släktet Brachydesmus och familjen plattdubbelfotingar. Inga underarter finns listade i Catalogue of Life.